# Кінематограф Великої Британії
Англійське кіно завжди стояло кілька осібно від решти європейського. У Великій Британії до моменту поширення кінематографа існувала всесвітньо відома акторська школа і значні культурні традиції.

## Історія кіно Великої Британії

### Народження і «брайтонська школа»[5](1895-1908)
Англійське кіновиробництво до 1900 року було сильно децентралізовано.
Першим англійським виробником фільмів є Вільям Поль. У 1895—1896 роках він працює спільно з Бірте Акрес. Каталог Поля в грудні 1896 року складався виключно з натурних зйомок і хронік. У 1898 році головними конкурентами Поля були представники так званої «брайтонський школи» (працювали в Брайтоні).
Серед них Вільям Фриз-Грін і його послідовники Есме Коллінс, Джемс Вільямсон і Джордж Альберт Сміт. Всі вони були членами місцевого фотографічного клубу «Brighton & Hove Camera Club», який існує і донині. Конструювати апарати їм допомагав механік Альфред Берлінг.
Американець Чарльз Урбан керував філією кінопідприємство, відкритого в Лондоні, нью-йоркськими оптиками Мегуайром і Бонусом («Варвік Трэйдинг компані»). Урбан дуже швидко став одним з найбільш енергійних діячів британського кіно.
У 1899 році Сесіль Хепуорт вийшов з фірми «Варвік» і разом з Лоуле організував свою власну фірму.
У 1899 році Френк Моттершоу засновує «Шеффілд фото компані».
Згідно Садулю представники Брайтонської школи вперше ввели в кіно монтаж в сучасному сенсі слова  («Пригоди Мері Джейн», реж. Сміт, 1901), перший ескіз «погоні» в кіно  («Тримай злодія!», реж. Вільямсон, 1901), дії, що відбуваються одночасно в різних місцях («Напад на місію в Китаї», реж. Вільямсон, 1901), соціальний реалізм («Солдат запасу до і після війни», реж. Вільямсон, 1903)
В області виробництва і за рівнем майстерності англійське кіно було до 1902 року передовим. Але вже через кілька років воно виявилося в повному занепаді. До 1908 році Вільям Поль став торгувати апаратурою, Джемс Вільямсон продав студію і зайнявся виготовленням апаратури. Джордж Альберт Сміт перестав займатися постановками. З виробників фільмів до 1900 році залишилися тільки Хепуорт і Урбан.

### Англійський кінематограф у повоєнний період
Англійський кінематограф у повоєнний період розвивався за двома напрямками:
1. Класичне англійське кіно. До цього напрямку відносяться фільми на історичні теми і екранізація класики. Це фільми режисерів Олександра Корди, Девіда Ліна (фільм «Лоуренс Аравійський»), а також актора і режисера Лоуренса Олів'є («Гамлет», «Річард III», «Генріх V»)
2. Кіно абсурду, фільми абсурду. Напрямок багато в чому успадковував традиції Хічкока, в яких з'єднувалися жахи і іронія, з'являвся чорний гумор. Особливо цікавими були фільми виробництва студії «Ілінг» (англ. Ealing Studios). Іланська комедія абсурду стала особливим явищем англійського кіно, вона побудована на ситуаціях, яких не буває в житті. Серед кращих комедій цього типу виділяються «Сміх у раю» режисера Маріо Зампі і знаменита серія комедій про містера Піткіне.

### Комерційне англійське кіно
Особливе значення в кінці 50-х початку 60-х грало комерційне англійське кіно, основу якого складав детективний жанр, у тому числі екранізація творів Агати Крісті про Пуаро і Міс Марпл і знамениті фільми про Джеймса Бонда.
Найбільш відомий представник комерційного кіно є вигаданий персонаж Джеймс Бонд. Джеймс Бонд (англ. James Bond), також відомий як «Агент 007», — вигаданий англійський шпигун, який вперше з'явився в книгах Яна Флемінга і отримав широку популярність внаслідок як екранізації цих книг, так і появи цього персонажа в кінофільмах, знятих за сюжетами інших авторів. Флемінг написав першу книгу про Джеймса Бонда у 1953 році; за нею було безліч інших з цим персонажем.
Роль Джеймса Бонда зіграли:
- Шон Коннері (1962-1967; 1971)
- Джордж Лезенбі (1969)
- Роджер Мур (1973-1985)
- Тімоті Далтон (1987-1989)
- Пірс Броснан (1995-2002)
- Деніел Крейг (2006-2015)

### Нова хвиля (1955-1964)
Нова хвиля англійського кіно. Його багато в чому підживлювала теорія мистецтва, запропонована групою «розсерджених». Серед кращих режисерів цього напрямку виділяються Карел Рейш, Тоні Річардсон, Ліндсей Андерсон, Безіл Дирден, незабаром пішов у комерційне кіно. Фільмами ці режисери пробують подивитися на англійське життя з позицією критичного реалізму, їх цікавить сучасність, а не минуле Англії. Згадані режисери починали як документалісти постановками фільмів про життя різних верств англійського суспільства. В ігровому кінематографі більш жорстко звучить протест проти реальності, зокрема в картинах «Третя людина» Керола Ріда .